# Joseph Werbrouck
Joseph Werbrouck (10 gennaio 1882 – 3 giugno 1974) è stato un pistard belga.

## Palmarès

### Olimpiadi
- Bronzo a Londra 1908 nei 20 chilometri.